# Tore Sigeman
Tore Ivan Sigeman, född 1 september 1927 i Laxsjö, Jämtland, död 5 juni 2014 i Uppsala, Uppland, var en svensk professor i civilrätt (särskilt arbetsrätt) vid Uppsala universitet och Stockholms universitet. 
Sigeman, vars far hette Johansson, blev juris licentiat 1963 och juris doktor vid Uppsala universitet 1967 med avhandlingen Lönefordran, och efterträdde 1976 Folke Schmidt på den svenska riksprofessuren i arbetsrätt vid Stockholms universitet.
Han utsågs till hedersdoktor vid  Friedrich-Schiller-Universität Jena för sina insatser inom jämförande och europeisk arbetsrätt vid Stockholms och Uppsala universitet.